# Oberstes Gericht der UdSSR
Das Oberste Gericht der UdSSR (russisch Верховный Суд СССР) war vom 23. November 1923 bis zum 2. Januar 1992 das Höchstgericht der Sowjetunion auf den Gebieten des Zivil- und Strafrechts (nicht des Wirtschaftsrechts, siehe Staatsarbitrage). Es setzte sich zusammen aus dem Plenum, dem Kollegium für Zivilrecht, dem Kollegium für Strafrecht und dem Militärkollegium.
Nachfolger des Obersten Gerichts der UdSSR wurde innerhalb Russlands das Oberste Gericht der Russischen Föderation. Wie dieses hatte das Oberste Gericht der UdSSR seinen Sitz in der Worowskowo-Straße Nr. 15 in Moskau (das Militärkollegium befand sich in der Straße des 25. Oktober Nr. 23).

## Zuständigkeit und Kompetenzen
- In Sachen „von außerordentlicher Wichtigkeit“ (russisch дела исключительной важности) hatte das Oberste Gericht der UdSSR ein Evokationsrecht, nach dessen Ausübung die Kollegien in erster Instanz entscheiden konnten (Art. 26 Nr. 1, Art. 27 Nr. 1, Art. 28 Nr. 1 OGG 1979).
- Im ordentlichen Rechtsmittelverfahren entschieden die Kollegien über Rechtsmittel gegen Entscheidungen von Unionsgerichten, nämlich über Proteste seines Präsidenten oder des Generalstaatsanwalts der UdSSR und ihrer Stellvertreter gegen Entscheidungen der Seearbitragekommission bei der Industrie- und Handelskammer (Art. 26 Nr. 5 OGG 1979) sowie über Kassationsbeschwerden und -proteste sowie Sonderbeschwerden und -proteste gegen Entscheidungen der Militärtribunale höheren Ranges (Art. 28 Nr. 2 OGG 1979).
- Im Aufsichtsverfahren (russisch порядок надзора) konnten die Kollegien rechtskräftige Entscheidungen der Obersten Gerichte der Unionsrepubliken in erster Instanz (Art. 26 Nr. 2, Art. 27 Nr. 2 OGG 1979) und der Militärtribunale höheren Ranges (Art. 28 Nr. 3 OGG 1979) überprüfen. Desgleichen konnte das Plenum rechtskräftige Entscheidungen der Kollegien des Obersten Gerichts der UdSSR wie auch der Präsidien und Plenen der Obersten Gerichte der Unionsrepubliken überprüfen (Art. 18 Nr. 1 OGG 1979).
- Über Wiederaufnahmen entschied das Militärkollegium bei Urteilen der höheren Militärtribunale (Art. 28 Nr. 4 OGG 1979) und das Plenum bei Entscheidungen der Kollegien oder des Plenums selbst (Art. 18 Nr. 2 OGG 1979).
- Das Plenum des Obersten Gerichts erließ „leitende Erläuterungen“ (russisch руководящие разъяснения) zur Anleitung der übrigen Gerichte und anderer Rechtsanwender (Art. 3 OGG 1979).
- Das Oberste Gericht hatte ein Gesetzesinitiativrecht (Art. 4 OGG 1979).

Die Entscheidungen der Kollegien hießen beim Tätigwerden in erster Instanz in Zivilsachen „reschenije“ (решение), in Strafsachen „prigowor“ (приговор), im Übrigen, d. h. im Rechtsmittel-, Aufsichts- und Wiederaufnahmeverfahren, „opredelenije“ (определение; Art. 31 OGG 1979). Die Entscheidungen des Plenums hießen „postanowlenije“ (постановление; Art. 21–23 OGG 1979). – Publikationsorgan: Bulletin des Obersten Gerichts des UdSSR.

## Besetzung
Die Richter am Obersten Gericht der UdSSR wurden vom Obersten Sowjet der UdSSR auf die Dauer von fünf Jahren gewählt; seit 1957 gehörten dem Gericht auch die Vorsitzenden der Obersten Gerichte der Unionsrepubliken kraft Amtes an (Art. 6 OGG 1979).
Die Kollegien entschieden in der Besetzung mit drei Richtern; bei erstinstanzlicher Verhandlung waren zwei davon Volksbeisitzer (Art. 9 OGG 1979).

## Vorsitzende des Obersten Gerichts
- 28. November 1923 – 2. Februar 1924: Nikolai Wassiljewitsch Krylenko
- 15. März 1924 – 17. August 1938: Alexander Nikolajewitsch Winokurow
- 17. August 1938 – 24. August 1948: Iwan Terentjewitsch Goljakow
- 31. August 1948 – 12. Februar 1957: Anatoli Antonowitsch Wolin
- 12. Februar 1957 – 20. September 1972: Alexander Fjodorowitsch Gorkin
- 20. September 1972 – 12. April 1984: Lew Nikolajewitsch Smirnow
- 12. April 1984 – 5. Juni 1989: Wladimir Iwanowitsch Terebilow
- 7. Juni 1989 – 24. Dezember 1991: Jewgeni Alexejewitsch Smolenzew

## Rechtsgrundlagen
- Verordnung über das Oberste Gericht vom 23. November 1923; Art. 43 der Verfassung von 1924; Grundsätze des Gerichtsaufbaus vom 29. Oktober 1924 (russisch)
- Gesetz über den Gerichtsaufbau vom 16. August 1938 (russisch); Art. 104 der Verfassung von 1936
- Verordnung über das Oberste Gericht vom 12. Februar 1957; Grundsätze vom 25. Dezember 1958 (russisch)
- Gesetz über das Oberste Gericht vom 30. November 1979 (OGG 1979; russisch); Art. 153 der Verfassung von 1977; Grundsätze vom 25. Juni 1980 (russisch) und vom 13. November 1989 (russisch)
- Zum OGG 1979: Friedrich-Christian Schroeder, Das Oberste Gericht der UdSSR (1983; eingeschränkte Vorschau in der Google-Buchsuche)